# Федірко Анатолій Михайлович
Анато́лій Миха́йлович Феді́рко (7 квітня 1958, Чернівці) — український художник і медіа-художник. Член Національної спілки художників України від 1992 року. Працює в галузі живопису, візуального мистецтва. Представник Нової хвилі.

## Життєпис і творчість

Медіа-твір художника Анатолія Федірка «Віртуальне малярство» 1994

Анатоль Федірко у перформансі «Діти професора Й. Бойса» 2005

1977 року закінчив Республіканську середню художню школу ім. Тараса Шевченка. 1986 року закінчив Київський державний художній інститут (живописний факультет, майстерня професора Сергія Подерев'янського). 1998 року стажувався в International Summer Academy of Fine Arts, (майстерня професора Анн Пер'є).
З 1987 року бере участь в численних Республіканських художніх виставках, а з 1988 року — у Всесоюзних та зарубіжних.
Стипендіат Уряду Австрії, 1998 р.
Серед творів: «Зимовий вечір в Києві» (1988), арт-проєкти — «Віртуальне малярство» (1994), «Нова реальність. Парк I» (1995), «Таємна вечеря 2000» (1999), «Ранок Батьківщини» (2000—2001).
Художник багато років створює цикли робіт, присвячених своєму кумиру Казимиру Малевичу, знаходячи нову актуальність у винаходах супрематизму. «Я, Анатоль Федірко, не пишу вербальних сумнівних концепцій арт–проектів, я просто відчуваю себе онуком К. Малевича…», — заявляв художник.
Дружина Анатолія федірка — відома медіа-художниця і графік Ірина Каленик.

## Персональні виставки та художні проєкти
- Галерея «Дружба», м. Попрад, Чехословаччина, 1989 р.,
- Галерея «Zeczewycz», м. Белград, Югославія, 1990 р.,(каталог).
- Міжнародне Бієнале сучасного мистецтва «Пан — Україна 92», м. Дніпропетровськ, 1992 р.,(Перша премія).
- «Віртуальне малярство», галерея «Київ», м. Київ, 1994 р., (каталог).
- «Нова реальність. Парк — 1», галерея «Київ», м. Київ, 1995 р., (каталог).
- «Українська осінь в колі друзів», галерея «Київ», 1995 р., (каталог).
- «Достоєвський», А.Федірко & І.Каленик, галерея «Im Alcatraz», м. Зальцбург, Австрія,1998 р., (каталог).
- «Dependence», галерея «Блок А», м. Київ, 2001 р.; галерея «Burzum & Wolff», м. Краків, Польща, 2003 р.;
- International Print Triennial Krakow 2003, м. Краків, Польща, 2003 р., (каталог) — Перша Премія;
- «Євро графік Київ 2003», галерея «Лавра», м. Київ, 2003 р., (каталог);
- 7 International Biennial of Drawing and Graphic Arts, Музей сучасного мистецтва, м. Д'єр, Угорщина, 2003 р.,(каталог);
- International Print Triennial Krakow 2003- Oldenburg,, Horst Janssen Museum, м. Олденбург, Німеччина, 2004 р.,(каталог);
- «Євро графік Москва 2004», Музей сучасного мистецтва, м. Москва, Росія,2004 р., (каталог);
- Miniprint International — Cadaques, Adogi, м. Барселона, Іспанія, 2004 р., (каталог).
- Tokyo International Mini-Print Triennial 2005, Tama Art University Museum, м. Токіо, Японія, 2005 р.,(каталог, CD-Rom).
- 26,27,28,29 Міжнародна виставка «Mini Print International De Cadaques», м. Барселона, Іспанія, 2006,2007,2008,2009,2011 рр.(каталоги).
- 3rd International Experimental Engraving Biennial, Mogosoaia, м. Бухарест, Румунія, 2008 р., (каталог).
- International Print Triennial Krakow 2009, м. Краків, Польща, 2009 р., (каталог).
- Міжнародне Бієнале цифрової графіки Гдиня-2010, м. Гдиня, Польща, 2010, (каталог).

Автор та куратор численних Міжнародних та Всеукраїнських художніх проєктів:
- «Хортиця-94», м. Запоріжжя, 1994 р.,(каталог).
- «Мистецтво проти насильства», галерея «Київ», м. Київ, 1995 р., (каталог).
- «Софіївка200», Художній музей, м. Черкаси, 1996 р., (каталог), галерея «Лавра», м. Київ, 1996 р.,

(каталог).
- «Face to Face», -«Обличчям до Обличчя», (програма РЄ «EHD 97»), м. Чернівці, ; Палац мистецтв «Український Дім», м. Київ, 1997 р.; «Evrop'Art 98», м. Женева, Швейцарія,1998 р., (каталог); «Swiss Artists Forum 99», м. Сан-Галлен, Швейцарія, 1999 р., (каталог).
- «Собор», (програма РЄ «EHD 98»), Палац мистецтв «Український Дім», м. Київ, 1999 р.
- «Таємна вечеря 2000», (програма РЄ «EHD 1999—2000 рр.»), галерея ЧО НСХУ, м. Чернівці, 1999 р., (каталог); «Art Budapest 99», м. Будапешт, Угорщина, 1999 р., (каталог); галерея «Laznia», м. Краків, Польща, 1999 р.,(каталог); галерея «РА», м. Київ, 1999 р.
- «Ранок Батьківщини», галерея «Laznia», м. Краків, Польща,2000 р.,(каталог); галерея «Блок А», м. Київ, 2001 р.; галерея сучасного мистецтва «Bunkier Sztuki», м. Краків, Польща, 2004 р.
- «Діти проф. Й.Бойса», галерея «Арт-Блюз», м. Київ, 2005 р.; BWA «Galeria Grodzka», м. Люблін, Польща, 2005 р.; галерея «Дзига», м. Львів, 2005 р.
- «Советский музей», галерея «Арт-Блюз», 2005 р.
- «Принцип Thonet для нашої України», гора Поскотина, м. Київ, 2005 р., пл..Ринок, м. Львів, 2006 р.
- Проф..Казимир Малевич (1872—1935 р.р.) & А.Федірко «Добрий день, проф..К.Малевич!», «Fedirko Gallery», м. Чернівці,2006 р., галерея «Дзиґа», м. Львів, 2007 р., ЦСМ «SoviArt», м. Київ, 2007 р., арт-кафе «BARAKA», м. Краків, Польща, 2007 р.
- «Auf Wiedersehen aus Czernowitz», пл. Філармонії, м. Чернівці, 2007 р.
- «(Non)Cult», галерея «Дзига», м. Львів, 2008.
- «Остання вечеря 2000—2008 рр.» та інші арт-проєкти, ЦСМ «SoviArt», м. Київ, 2008 р.,
- Інсталяція «Я люблю Крим — Крим любить мене», о. Тузла, Крим, 2008 р.
- «Всі ми — діти проф. J.Beuys», галерея «Мистець», м. Київ, 2008 р.
- Арт-проєкт «(Non) Cult № 7», Верховна Рада України, м. Київ, 2008 р.
- «Auf Wiedersehen aus Czernowitz», Художній музей, м. Чернівці, 2009 р.
- Перформанс «Всі ми — діти Ю.Тимошенко», м. Чернівці, 2009 р.
- Перформанс «Гігієна актуального мистецтва», м. Краків, Польща, 2009 р.
- Арт-проєкт «Entry poll — вибір народу», А.Федірко & Є.Матвеєв, ЦСМ «SoviArt», м. Київ, 2010 р.
- Анатолій Федірко, арт-проєкт «Віртуальне малярство», галерея «Київ», м. Київ, 1994 р.
- Анатолій Федірко, арт-проєкт «Нова реальність. Парк -І», галерея «Київ», м. Київ, 1995 р.
- Анатолій Федірко, арт-проєкт «Українська осінь в колі друзів галереї „Київ“», галерея «Київ», м. Київ, 1995 р.
- Анатолій Федірко, арт-проєкт «Таємна вечеря −2000», галерея «РА», м. Київ, 1999 р.
- А.Федірко, арт-проєкт «Dependence», 2001—2003 рр.
- А.Федірко, арт-проєкт «Діти prof.J.Beuys», 1997—2004 рр., Східний Крим, Україна.
- А.Федірко, арт-проєкт «(Non) Cult № 1», 2006 р., м. Чернівці.
- А.Федірко, арт-проєкт «(Non) Cult № 7», МО «Дзиґа», м. Львів, 2007 р.
- А.Федірко, арт-проєкт «Всі ми-діти prof.J.Beuys», м. Краків, Польща, 2009 р.

## Премії та дипломи
- Перша премія Міжнародного Бієнале сучасного мистецтва «Пан Україна 92», м. Дніпропетровськ, 1992 р.
- Перша премія International Print Triennial Krakow 2003, м. Краків, Польща, 2003.
- Диплом журналу «Афіша», Вибір «Афіші» — за найкращий арт-проєкт 2004—2005 рр., («Діти проф. Й.Бойса»).
- Диплом 3rd International Experimental Engraving Biennial, Mogosoaia, Бухарест, Румунія, 2008 р.